# Hedychium peregrinum
Hedychium peregrinum är en enhjärtbladig växtart som beskrevs av Nicholas Edward Brown. Hedychium peregrinum ingår i släktet Hedychium och familjen Zingiberaceae. Inga underarter finns listade i Catalogue of Life.